# Naxos (công ty)
Naxos là một thương hiệu bao gồm nhiều công ty, bộ phận, chi nhánh và nhãn hiệu chuyên về nhạc cổ điển nhưng cũng có sách nói và các sản phẩm cùng loại khác. Thương hiệu đứng đầu của công ty này là Naxos Records tập trung vào thu âm nhạc cổ điển. Naxos Musical Group bao gồm khoảng 17 hãng bao gồm Naxos Records, Naxos Audiobooks và Naxos Books (sách điện tử). Có thêm khoảng 50 nhãn hiệu độc lập với Naxos Musical Group với hàng loạt sản phẩm.
Công ty được thành lập vào năm 1987 bởi Klaus Heymann, một người Đức sinh ra ở Hồng Kông.

### Phân bổ
Naxos Global Logistics có trụ sở tại Poing gần Munich, được thành lập vào năm 2008 để mở rộng các dịch vụ được cung cấp cho các nhãn phân phối của mình, bao gồm sản xuất, tiếp thị và cấp phép.

### Giải thưởng
Năm 2005, Naxos đã giành được giải thưởng "Thương hiệu của năm" tại giải thưởng Classic FM /Gramophone.